# Avoine (Orne)
Pour les articles homonymes, voir Avoine (homonymie).
Avoine est une commune française, située dans le département de l'Orne en région Normandie, peuplée de 217 habitants.

## Géographie
La commune est au sud-ouest de la plaine d'Argentan. Son bourg est à 6 km au sud d'Écouché, à 11 km à l'est de Rânes, à 11 km au sud-ouest d'Argentan, à 13 km au nord de Carrouges et à 24 km à l'ouest de Sées.
| Joué-du-Plain     | Écouché-les-Vallées (comm. dél. de Loucé) | Tanques      |
| Joué-du-Plain     | Avoine                                    | Tanques      |
| Vieux-Pont, Boucé | Boucé                                     | Francheville |

### Hydrographie
La commune est située dans le bassin Seine-Normandie. Elle est drainée par la Cance, le fossé 01 de Breuil, le fossé 01 du Buisson et divers autres petits cours d'eau,.
La Cance, d'une longueur de 26 km, prend sa source dans la commune de La Lande-de-Goult et se jette  dans un bras de l'Orne à Écouché-les-Vallées, après avoir traversé six communes. Les caractéristiques hydrologiques de  sont données par la station hydrologique située sur la commune de Tanques. Le débit moyen mensuel est de 0,827 m3/s. Le débit moyen journalier maximum est de 12,7 m3/s, atteint lors de la crue du 28 décembre 1999. Le débit instantané maximal est quant à lui de 14,9 m3/s, atteint le 25 mars 2001.

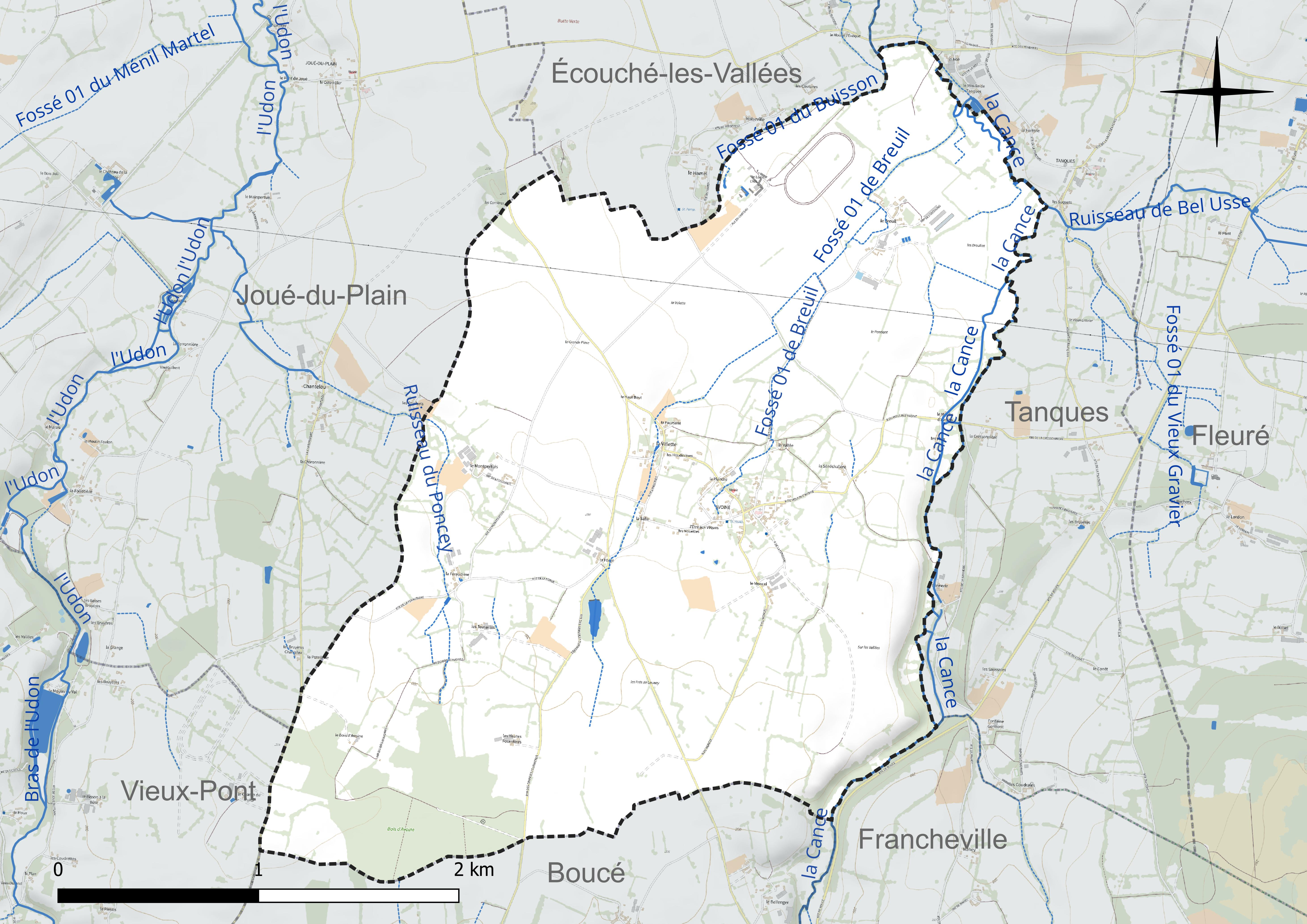
Réseau hydrographique d'Avoine.

### Climat
Pour des articles plus généraux, voir Climat de la Normandie et Climat de l'Orne.
En 2010, le climat de la commune est de type climat océanique dégradé des plaines du Centre et du Nord, selon une étude du CNRS s'appuyant sur une série de données couvrant la période 1971-2000. En 2020, Météo-France publie une typologie des climats de la France métropolitaine dans laquelle la commune est exposée à un climat océanique et est dans la région climatique Normandie (Cotentin, Orne), caractérisée par une pluviométrie relativement élevée (850 mm/a) et un été frais (15,5 °C) et venté. Parallèlement le GIEC normand, un groupe régional d’experts sur le climat, différencie quant à lui, dans une étude de 2020, trois grands types de climats pour la région Normandie, nuancés à une échelle plus fine par les facteurs géographiques locaux. La commune est, selon ce zonage, exposée à un « climat contrasté des collines », correspondant au Bocage normand, bien arrosé, voire très arrosé sur les reliefs les plus exposés au flux d’ouest, et frais en raison de l’altitude.
Pour la période 1971-2000, la température annuelle moyenne est de 10,3 °C, avec une amplitude thermique annuelle de 13,4 °C. Le cumul annuel moyen de précipitations est de 790 mm, avec 12,6 jours de précipitations en janvier et 7,4 jours en juillet. Pour la période 1991-2020, la température moyenne annuelle observée sur la station météorologique la plus proche, située sur la commune d'Argentan à 10 km à vol d'oiseau, est de 11,1 °C et le cumul annuel moyen de précipitations est de 691,9 mm,. Pour l'avenir, les paramètres climatiques de la commune estimés pour 2050 selon différents scénarios d’émission de gaz à effet de serre sont consultables sur un site dédié publié par Météo-France en novembre 2022.

## Urbanisme

### Typologie
Au 1er janvier 2024, Avoine est catégorisée commune rurale à habitat dispersé, selon la nouvelle grille communale de densité à sept niveaux définie par l'Insee en 2022.
Elle est située hors unité urbaine. Par ailleurs la commune fait partie de l'aire d'attraction d'Argentan, dont elle est une commune de la couronne,. Cette aire, qui regroupe 50 communes, est catégorisée dans les aires de moins de 50 000 habitants,.

### Occupation des sols
L'occupation des sols de la commune, telle qu'elle ressort de la base de données européenne d’occupation biophysique des sols Corine Land Cover (CLC), est marquée par l'importance des territoires agricoles (93,5 % en 2018), une proportion identique à celle de 1990 (93,5 %). La répartition détaillée en 2018 est la suivante : 
terres arables (47,7 %), prairies (37,7 %), zones agricoles hétérogènes (8,1 %), forêts (6,5 %). L'évolution de l’occupation des sols de la commune et de ses infrastructures peut être observée sur les différentes représentations cartographiques du territoire : la carte de Cassini (XVIIIe siècle), la carte d'état-major (1820-1866) et les cartes ou photos aériennes de l'IGN pour la période actuelle (1950 à aujourd'hui).

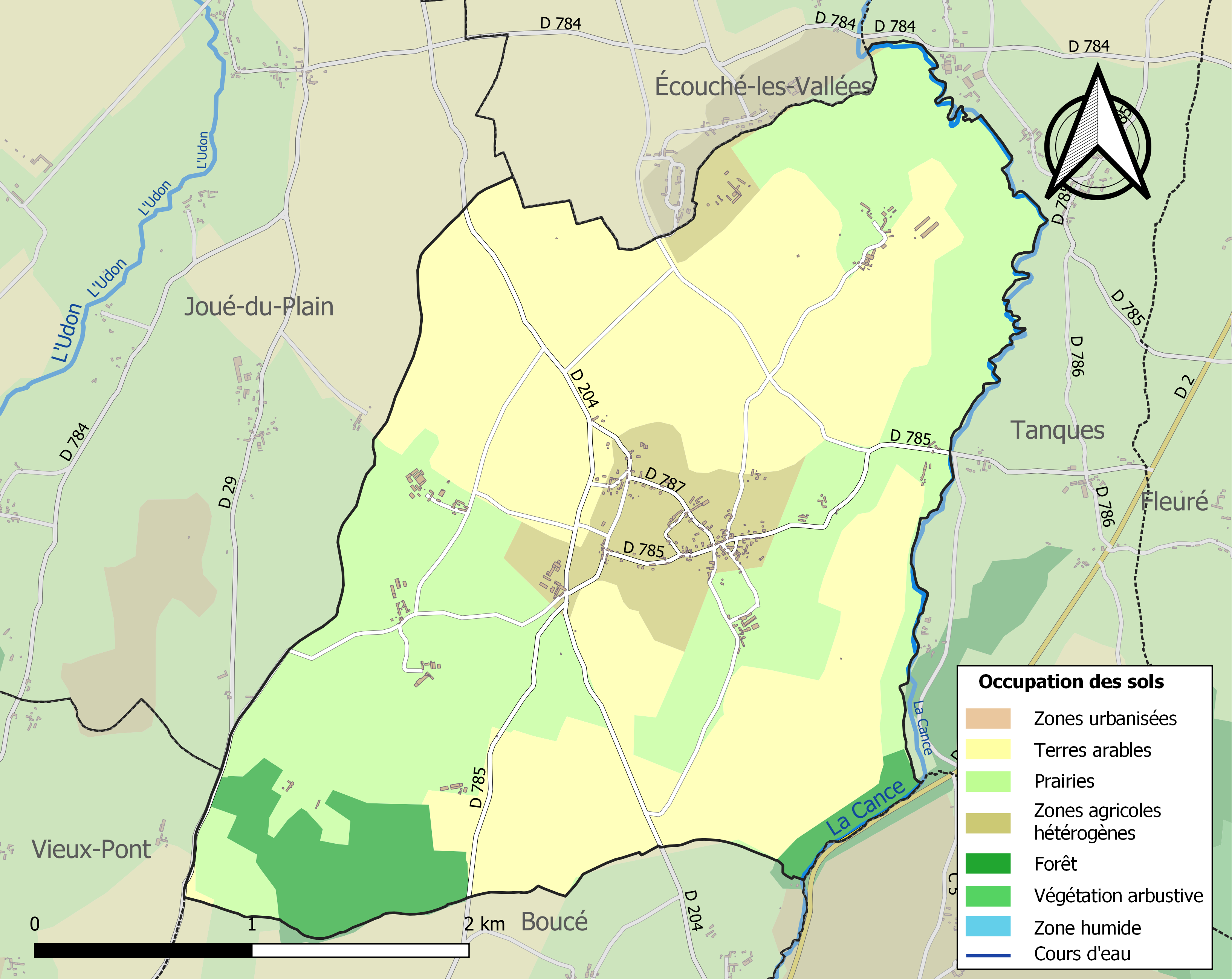
Carte des infrastructures et de l'occupation des sols de la commune en 2018 (CLC).

## Toponymie
Le nom de la localité est attesté sous la forme Avenae en 1209. Albert Dauzat envisage pour origine le latin avena, « avoine », qui pourrait avoir eu ici le sens de « terre maigre ». René Lepelley y décèle quant à lui le germanique afisna, « pâturage », qu'il lie également aux toponymes Avesnes-en-Val, Avesnes-en-Bray, Avernes-sous-Exmes et Avernes-Saint-Gourgon.
Le gentilé est Avoinais.

## Histoire
Des vestiges de four de tuiliers et d'ateliers de productions de fer gallo-romain témoignent de l'ancienneté de l'habitat sur la commune.
À la Révolution française, la commune d'Avoine est rattachée au canton de Rânes (ce dernier fut supprimé en 1802).
Une nuit de 1863, le cupide Pierre Lemarchand assassine un jovial maquignon d'Écouché, Marin Jean, sur la route jouxtant le bois d'Avoine après avoir fait halte à l'auberge Bunout de Vieux-Pont. Il sera condamné à mort par la cour d'assises de l'Orne avant de fuir à Jersey.

## Politique et administration
| Période                                  | Période   | Identité                  | Étiquette | Qualité                                                                  |
| ---------------------------------------- | --------- | ------------------------- | --------- | ------------------------------------------------------------------------ |
| ?                                        | 1873      | Théodore Désiré Barbel    |           |                                                                          |
| 1873                                     | 1876      | François Alexandre Bisson |           |                                                                          |
| 1876                                     | 1878      | Jean-François Baudouin    |           |                                                                          |
| 1878                                     | 1881      | Édouard Hébert            |           |                                                                          |
| 1881                                     | 1895      | François Leguerney        |           |                                                                          |
| 1895                                     | 1924      | Édouard Halouze           |           | Conseiller d'arrondissement du canton d'Écouché (1919-1928)              |
| ?                                        | 1938      | Pierre Geslin             |           | Cultivateur                                                              |
| ?                                        | ?         | Louis-Victor Barbel       |           | Cultivateur, conseiller d'arrondissement du canton d'Écouché (1928-1940) |
| 1954                                     | 1962      | Alfred Denis              |           | Cultivateur                                                              |
| 1962                                     | 1995      | Bernard Lambert           |           | Cultivateur                                                              |
| 1995                                     | mars 2008 | Michèle Heurteaux         |           |                                                                          |
| mars 2008                                | mai 2020  | Étienne Lambert           | SE        | Chargé de clientèle                                                      |
| mai 2020                                 | En cours  | Philippe Garnier          | SE        |                                                                          |
| Les données manquantes sont à compléter. |           |                           |           |                                                                          |

Le conseil municipal est composé de neuf membres.

## Démographie
L'évolution du nombre d'habitants est connue à travers les recensements de la population effectués dans la commune depuis 1793. Pour les communes de moins de 10 000 habitants, une enquête de recensement portant sur toute la population est réalisée tous les cinq ans, les populations de référence des années intermédiaires étant quant à elles estimées par interpolation ou extrapolation. Pour la commune, le premier recensement exhaustif entrant dans le cadre du nouveau dispositif a été réalisé en 2007.
En 2022, la commune comptait 217 habitants, en évolution de −3,12 % par rapport à 2016 (Orne : −3,21 %, France hors Mayotte : +2,11 %).
Au premier recensement républicain, en 1793, Avoine comptait 539 habitants, population jamais atteinte depuis.
| 1793 | 1800 | 1806 | 1821 | 1836 | 1841 | 1846 | 1851 | 1856 |
| ---- | ---- | ---- | ---- | ---- | ---- | ---- | ---- | ---- |
| 539  | 357  | 496  | 538  | 511  | 516  | 501  | 489  | 491  |

| 1861 | 1866 | 1872 | 1876 | 1881 | 1886 | 1891 | 1896 | 1901 |
| ---- | ---- | ---- | ---- | ---- | ---- | ---- | ---- | ---- |
| 464  | 447  | 412  | 366  | 367  | 345  | 284  | 273  | 302  |

| 1906 | 1911 | 1921 | 1926 | 1931 | 1936 | 1946 | 1954 | 1962 |
| ---- | ---- | ---- | ---- | ---- | ---- | ---- | ---- | ---- |
| 283  | 254  | 253  | 276  | 265  | 233  | 235  | 249  | 303  |

| 1968 | 1975 | 1982 | 1990 | 1999 | 2006 | 2007 | 2012 | 2017 |
| ---- | ---- | ---- | ---- | ---- | ---- | ---- | ---- | ---- |
| 295  | 248  | 254  | 231  | 227  | 243  | 245  | 238  | 218  |

| 2022 | - | - | - | - | - | - | - | - |
| ---- | - | - | - | - | - | - | - | - |
| 217  | - | - | - | - | - | - | - | - |

## Culture locale et patrimoine

### Lieux et monuments

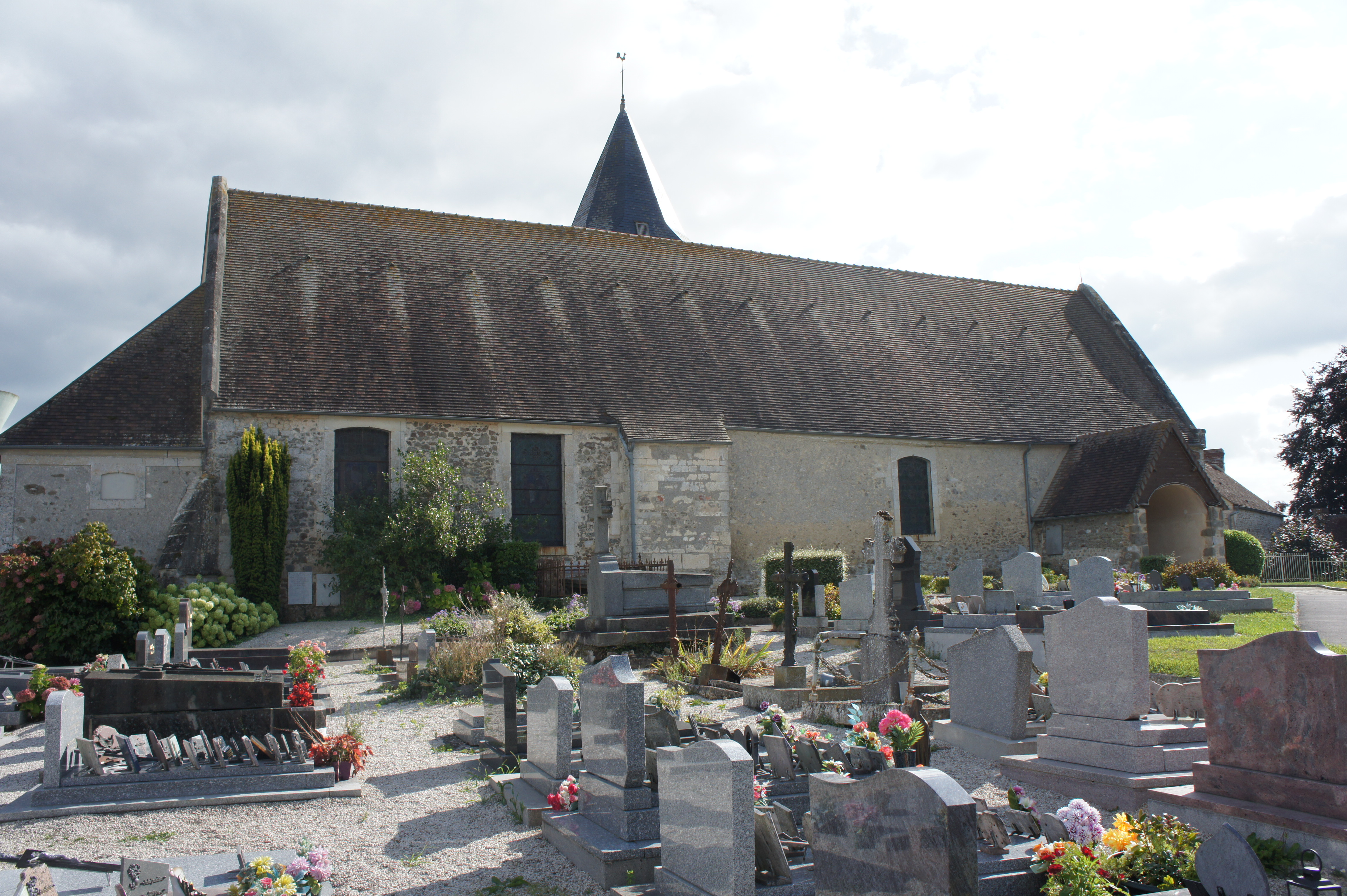
L'église Saint-Aignan

- Le château d’Avoine, ou d'Avoines, ou d'Avoisne, date du tout début du XVIIe siècle (maître-d'œuvre Jacques Gabriel pour Maurice Droullin). Le colombier (en ruine), connu pour la peinture sur brique[31], est inscrit aux Monuments historiques depuis le 28 décembre 1979, les façades et les toitures du bâtiment de la ferme, l'allée d'accès ainsi que l'assiette des sols du jardin et de l'avant-cour depuis le 27 novembre 2007[32]. Le château, les douves, les murs qui les cernent et le pont d'accès sont classés depuis le 25 novembre 1991[32]. Ils sont propriété privée. Inutilisé depuis son incendie partiel en 1820, le château est au bord de l'effondrement. D'après certains auteurs, le château aurait déjà été en partie brûlé à la Révolution.
- Église Saint-Aignan du XVIIIe siècle.
- Moulin d'Avoine.

### Avoine dans les arts
Un village Avoine est cité dans le poème d’Aragon, Le conscrit des cent villages, écrit comme acte de Résistance intellectuelle de manière clandestine au printemps 1943, pendant la Seconde Guerre mondiale.
Sans précision de la part de l'auteur, il peut s'agir de deux villages :
- Avoine en Indre-et-Loire,
- Avoine dans l'Orne.